# A Class-book of Botany
A Class-book of Botany (abreviado Class-book Bot. (ed. 1861)) es un libro con ilustraciones y descripciones botánicas que fue escrito por el botánico estadounidense Alphonso W. Wood y publicado en Nueva York en el año 1861 con el nombre de Class-book of botany : being outlines of the structure, physiology and classification of plants with a flora of the United States and Canada.